# 浙闽丘陵
浙闽丘陵又称东南沿海丘陵，是东南丘陵的组成部分。包括福建省全部和浙、粤两省的部分地区。本区地势西北高东南低，丘陵山地面积大，约占全区总面积的85％。

## 主要山脉

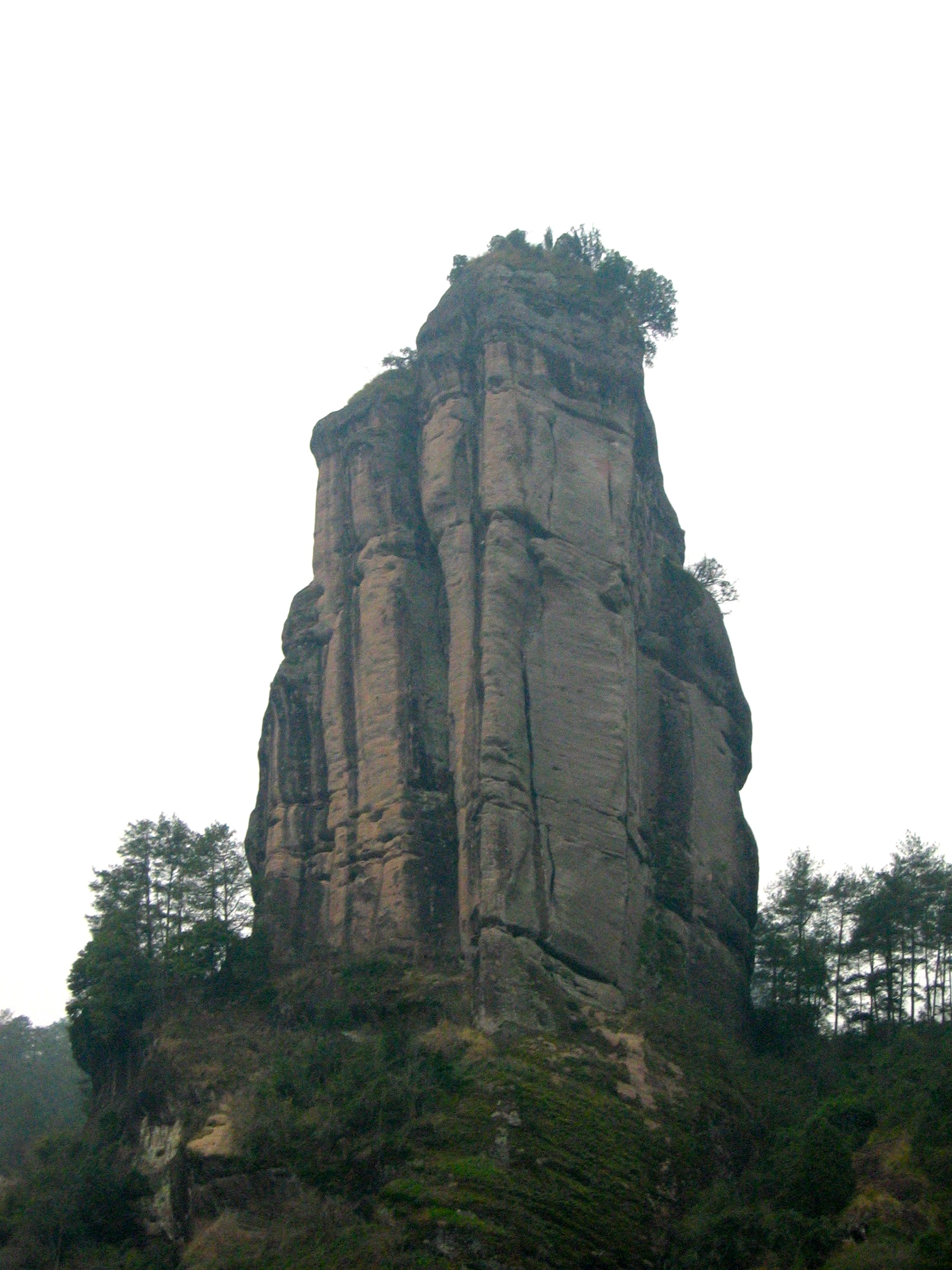
武夷山脈的「玉女峰」

### 浙江
浙闽丘陵北部至杭州湾南岸宁绍平原。自东向西有天台山、四明山、会稽山，隔浦阳江与江南丘陵东部龙门山相望。南面有大盘山。山势相对较低，丘陵山地间分布着众多盆地。
金衢盆地以南地势高峻。山脉呈东北—西南走向，由内地至沿海有仙霞岭、洞宫山北部、括苍山和雁荡山。其中洞宫山主峰黄茅尖海拔1921米，为浙江省最高峰。

### 福建
从东北—西南走向看，境内山脉自西向东可以分为三到四部：
- 武夷山北接仙霞岭，是福建、江西两省界山。主峰黄岗山海拔2157米，是福建省最高峰。
- 玳瑁山，位于闽西龙岩、三明市内。
- 洞宫山南部—鹫峰山—戴云山—博平岭纵贯福建中部，是沿海宁德、福州、泉州、漳州与内地南平、三明、龙岩的界山。
- 太姥山北接雁荡山，在闽东北沿海。

## 主要水系
瓯江
闽江
木兰溪
霍童溪
九龙江
诏安东溪
凤江
韩江
榕江
练江
龙江
螺河
黄江